# Quorum sensing
Quorum sensing je način komunikacije između bakterija iste ili različite vrste posredstvom signalnih molekula. Preduslov za ovakav način komunikacije jeste dovoljna gustina bakterijske populacije, u suprotnom signalni molekuli ne mogu da interaguju. Bakterije ne moraju imati samo jedan Quorum sensing mehanizam.

## Značaj Quorum sensing-a
Značaj Quorum sensing-a ogleda se u tome što se na taj način dobija koordinisana ekspresija istih gena kod jedne bakterijske populacije, a to za posledicu ima regulaciju određene fiziološke karakteristike. Niz procesa se zasniva na Quorum sensing mehanizmu poput bioluminsicencije, sinteza virulentnih faktora, formiranje biofilma, pokretljivost i sinteza pigmenata. Neke bakterijske vrste svoju patogenost upravo zasnivaju na procesima poput sinteze virulentnih faktora, formiranje biofilma ili pokretljivosti.

## Tipovi signalnih molekula
Signalni molekuli se dele u tri grupe:
1. Homoserin laktoni: prisutni su kao signalni molekuli kod Gram-negativnih bakterija. Međusobno se razlikuju po dužini bočnog lanca i njegovom oksidacionom statusu.
2. Oligopeptidi: sintetišu se u neaktivnom obliku kod Gram-pozitivnih bakterija i imaju od pet do dvadeset aminokiselina u svom sastavu.
3. Autoinduseri 2: predstavljaju familiju različitih molekula koji se sintetišu od zajedničkog prekurzora. Ove molekule sintetišu i Gram-pozitivne i Gram-negativne bakterije, te se iz tog razloga smatra da upravo oni omogućavaju međubakterijsku komunikaciju između bakterija različite vrste. Sinteza autoindusera 2 počinje od S-adenozil metionina. On je odgovoran za sintezu homoserin laktona pomoću homoserin lakton sintaze, a takođe je prekurzor za sintezu autoindukujućeg proteina 2.

## Mehanizam

### Quorum sensing kod Gram-negativnih bakterija
Kod Gram-negativnih bakterija QS mehanizam funkcioniše na dva načina:
1. Prvi način podrazumeva sintezu odgovarajućeg signalnog molekula(uglavnom homoserin laktoni) i njegovu sekreciju u spoljašnju sredinu. Kada se dostigne dovoljna koncentracija signalnog molekula u spoljašnjoj sredini, on se vraća u bakterijsku ćeliju i vezuje za odgovarajuće regulatorne proteine, koji se zatim vezuju za tačno određene sekvence DNK i regulišu dati fiziološki proces.
2. Drugi način podrazumeva postojanje dvokomponentnog signalnog puta. U ovom slučaju signalni molekul se izlučuje u spoljašnju sredinu, ali se ne vraća u bakterijsku ćeliju, već se vezuje za membransku histidin kinazu koja aktivira ekspresiju odgovarajućih gena.[2]

### Quorum sensing kod Gram-pozitivnih bakterija
Kao kod Gram-negativnih bakterija, kod Gram-pozitivnih takođe postoje dva mehanizma:
1. Prvi način podrazumeva sintezu oligopeptida i dvokomponentni signalni put koji ide preko histidin kinaze. Signalni molekul se sintetiše u neaktivnoj formi. U membrani se nalazi protein koji je odgovoran za njegov transport i obradu. Preko tog proteina signalni molekul se izlučuje u spoljašnju sredinu u aktivnom obliku. Kada dostigne dovoljnu koncentraciju vezuje se za histidin kinazu. Histidin kinaza fosforiliše regulatorni protein koji aktivira određeni fiziološki odgovor.
2. Drugi način jeste sinteza aktivnog signalnog molekula koji se u ovom slučaju obrađuje u spoljašnjoj sredini nakon sekrecije pomoću transportera. Po dostizanju odgovarajuće koncentracije, signalni molekul se vraća u bakterijsku ćeliju, vezuje se za transkripcioni faktor, koji se sada vezuje za određene regulatorne sekvence na molekulu DNK da bi izazvao fiziološki odgovor.[2]

## Primeri

### Uspostavljanje Quorum Sensing mehanizma
Uspostavljanje Quorum sensing mehanizma moguće je na dva načina:
1. U serijama(kao kod pseudomonasa opisano u daljem tekstu)
2. Paralelnom Quorum sensing mrežm-kod Vibrio signalni molekuli se sintetišu sa odgovarajućih gena i izbacuju u spoljašnju sredinu. Kada dostignu odgovarajuću koncentraciju, vezuju se za membranske enzime(kinaze) koji mogu da se autofosforilišu i tako aktiviraju, a zatim sve one fosforilišu LuxU protein koji dalje fosforiliše LuxO koji zajedno sa σ54 faktorom i hfq šaperonom reguliše sintezu malih RNK molekula koji dovode do degradacije iRNK za LuxR protein. To rezultira sintezom proteina koji su odgovorni za sekreciju signalnih molekula. Međutim, kada se aktivira Quorum sensing mreža, ceo proces ide obrnuto, dolazi do defosforilacije, nema sinteze malih RNK molekula, može da se eksprimira iRNK za LuxR i imamo bioluminiscenciju ili biofilm.

- Vibrio fischeri živi u svetlosnom organu havajske lignje koji je bogat hranljivim materijama. Kada bakterije dostignu određenu koncentraciju, one sintetišu homoserin laktone koji aktiviraju bioluminiscenciju kroz Quorum sensing mehanizam. Prekurzor homoserin laktona je S-adenozil-metionin koji se dobija iz katabolizma metionina. Acil-nosilac-protein nosi jednu masnu koja se laktonizuje metioninskim ostatkom iz S-adenozil-metionina i sve to katalizuje enzim acilhomoserin-lakton sintaza i iz te reakcije izlazi acil-nosilac-protein bez masne kiseline,signalni molekul i 5'-metil-tioadenozin.[3]
- Bakterije roda Vibrio sintetišu kolera-autoinduser 1. Nije tačno ustanovljen njihov biosintetski put,ali su karakteristični za vrstu Vibrio cholerae i kod nje Quorum Sensinig mehanizam funkcioniše suprotno nego inače(kada signalnih molekula ima u maloj koncentraciji jer se u intenzivnoj dijareji spira veliki broj bakterija iz digestivnog trakta).
- Agrobacterium tumefaciens je patogena bakterija koja izaziva tumore kod biljnih ćelija ubacivanjem plazmida u genom biljke. Plazmid nosi gene koji dovode do razvoja tumora. Da bi se plazmid ubacio, replikacija i kougacija(prenos plazmida) iz bakterijske u biljnu ćeliju je regulisana Quorum sensing mehanizmom. Homoserin lakton sintaza omogućava sintezu homoserin laktona koji kada dostigne odgovarajuću koncentracju, veže se za regulatorni protein. Taj regulatorni protein(dimer) aktivira ekspresiju gena koji su odgovorni za replikaciju i kougaciju plazmida. Biljka sintetiše odgovarajuće molekule koji pobuđuju bakteriju, a u bakterijskoj ćeliji postoje i geni koji sintetišu enzime koji razgrađuju signalne molekule(quorum quenchere). Oni su važni jer ne dozvoljavaju da se ceo sistem pobudi dok nema dovoljno bakterijskih ćelija na biljci.
- Pseudomonas aeruginosa je zemiljšna bakterija koja nije patogena, ali je oportunistička kada se unese u bolnice i ima sposobnost da primi plazmide drugih bakterija time postajući rezistentna na antibiotike, dok kod imunokompromitovanih ljudi postaje patogena. Ima tri različita Quorum sensing mehanizma:

1. LasI/LasR
2. RhII/RhIR
3. PqsABCDH

Kod LasI-LasR regulatorni proteini koordinišu povratnom spregom i pospešuju svoju ekspresiju, a druga dva para dovode do eksprimiranja virulentnih faktora. Drugi par, RhII/RhIR reguliše sopstvenu ekspresiju, ali inhibira ekspresiju trećeg Quorum sensing mehanizma. Treći Quorum Sensing mehanizam sintetiše molekule koji su označeni kao Pqs(kvinolinski signalni molekuli).
- Gram-pozitivna bakterija Staphylococcus aureus je prirodni komensal i sintetiše signalne molekule na sledeći način:

Postoji enzim koji sintetiše peptid u neaktivnoj formi, membranski protein vrši njegov transport i laktonaciju. Signalni molekul onda izlazi iz ćelije u zreloj formi. Kada se dostigne dovoljna koncentracija u spoljašnjoj sredini, vezuje se za membransku histidin kinazu koja fosforiliše regulatorni protein. On zatim deluje kao transkripcioni aktivator celog operona koji je odgovoran za sintezu signalnih molekula, ali i malog  RNK molekula koji je pod normalnim uslovima, kada nije aktiviran Quorum sensing mehanizam, odgovoran za raviće adhezivnih karakteristika. Ako postoji infekcija dve stafilokoke koje imaju dva različita signalna molekula, ona koja se prva namnoži i sintetiše dovoljan broj signalnih molekula aktiviraće svoj Quorum sensing mehanizam. Ti signalni molekuli dve vrste stafilokoka se kompetitivno vezuju za receptore drugih stafilokoka koji blokiraju vezivanje njihovih signalnih molekula.
- Kod bakterije iz roda Bacillus sintetišu se oligopeptidi od sedam aminokiselina za šta je odgovoran jedan enzim u signalnom putu. Oligopeptid se u neaktivnom obliku transportuje iz bakterijske ćelije i tamo ga obrađuje ekstracelularna proteaza i prevodi u aktivan signalni protein. On se vezuje za signalni transporter koji ga ubacuje u ćeliju i on u ćeliji interaguje sa transkripcionim faktorom koji aktivira ekspresiju gena koji su odgovorni za njegovu sintezu, ali i gena koji su odgovorni za razviće virulentnih fakotra.
- Specifičan Quorum sensing sistem imaju streptomicete. Njihovi signalni molekuli su γ-butero-laktoni koji su slični homoserin laktonima, ali nikakav cross-talk između njih sa pseudomonasom nije nađen. Streptomicete su zemljišne bakterije koje sintetišu različite antibiotike.

## Literatura
- Lozo,J.(2019). Enzimologija–zvanična skripta za studente treće godine Biološkog fakulteta Univerziteta u Beogradu